# اندیس آنومالی دشت کوچ۲
آنومالی دشت کوچ۲ یک اندیس فلزی است که در حوالی شهر سبزواران استان کرمان قرار دارد و مادهٔ معدنی موجود در آن، طلا است.سنگ میزبان این اندیس کوارتز پورفیری است  